# Busou Renkin
Busou Renkin (武装錬金 (Vũ Trang Luyện Kim)) là loạt manga do Watsuki Nobuhiro thực hiện. Tác phẩm đã đăng trên tạp chí Weekly Shōnen Jump từ ngày 23 tháng 6 năm 2003 đến ngày 25 tháng 4 năm 2005. Cốt truyện xoay quanh Mutou Kazuki một chàng trai trung học đã cố cứu một cô gái lạ khỏi một quái vật trong một đêm nọ và khi tỉnh dậy anh nghĩ tất cả mọi việc chỉ là một giấc mơ. Không lâu sau đó Kazuki thấy rằng mình không hề nằm mơ khi các quái vật gọi là homunculus bắt đầu tấn công anh và cô gái tên Tsumura Tokiko cũng xuất hiện trở lại nói rằng anh đã chết vì bị đâm xuyên tim và cô đã thay trái tim của anh bằng kakugane giúp Kazuki có thể sống và có sức mạnh triệu tập các vũ khí có thể chống lại các homunculus. Kazuki đã tham gia cùng Tokiko để giúp cô trong nhiệm vụ tìm và tiêu các homunculus cùng những ai đã tạo ra chúng.
Tác phẩm đã tiêu thụ được hơn 3 triệu bản tính đến cuối tháng 8 năm 2007 và được chuyển thể thành các loại hình truyền thông khác như anime, drama CD, light novel, trò chơi điện tử cùng nhiều thứ khác khi mà tác phẩm đã trở thành một thương hiệu. Xebec đã thực hiện chuyển thể anime và phát sóng tại Nhật Bản từ ngày 05 tháng 10 năm 2006 đến ngày 29 tháng 3 năm 2006.

## Tổng quan

### Nhân vật

#### Chính
Mutō Kazuki (武藤 カズキ, むとう カズキ)
Lồng tiếng bởi: Fukuyama Jun
Tsumura Tokiko (津村 斗貴子, つむら ときこ)
Lồng tiếng bởi: Yuzuki Ryōka
Chōno Kōshaku (蝶野 攻爵, ちょうの こうしゃく) / Papillon (パピヨン)
Lồng tiếng bởi: Madono Mitsuaki

#### Renkin sendan
Captain Bravo (キャプテンブラボー)
Lồng tiếng bởi: Ehara Masashi
Nakamura Gouta (中村 剛太, ナカムラ ゴウタ)
Lồng tiếng bởi: Kawada Shinji
Sakaguchi Shousei (坂口 照星, サカグチ ショウセイ)
Lồng tiếng bởi: Ōhama Yasushi
Kanchō (艦長)
Lồng tiếng bởi: Sugō Takayuki
Hiwatari Sekima (火渡 赤馬, ヒワタリ セキマ)
Lồng tiếng bởi: Seki Tomokazu
Tateyama Chitose (楯山 千歳, タテヤマ チトセ)
Lồng tiếng bởi: Kobayashi Yū
Busujima Hanaka (毒島 華花, ブスジマ ハナカ)
Lồng tiếng bởi: Yahagi Sayuri
Ikusabe Genji (戦部 厳至, イクサベ ゲンジ)
Lồng tiếng bởi: Koyama Tsuyoshi
Maruyama Madoka (円山 円, マルヤマ マドカ)
Lồng tiếng bởi: Minagawa Junko
Negoro Shinobu (根来 忍, ネゴロ シノブ)
Lồng tiếng bởi: Hamada Kenji
Inukai Rintarō (犬飼 倫太郎, イヌカイ リンタロウ)
Lồng tiếng bởi: Yasumura Makoto

#### LXE
Chōno Bakushaku (蝶野 爆爵, ちょうの ばくしゃく) / Dr. Butterfly (Dr（ドクトル）．バタフライ)
Lồng tiếng bởi: Chō Katsumi
Moonface (ムーンフェイス)
Lồng tiếng bởi: Seki Tomokazu
Kinjō (金城, きんじょう)
Lồng tiếng bởi: Tsuchida Hiroshi
Jinnai (陣内, じんない)
Lồng tiếng bởi: Chiba Susumu
Tai (太, タイ)
Lồng tiếng bởi: Shirokuma Hiroshi
Shī (細, シー)
Lồng tiếng bởi: Suzuki Chihiro
Homunculus chōse-itai (ホムンクルス調整体, ホムンクルスちょうせいたい)
Hayasaka Ōka (早坂 桜花, はやさか おうか)
Lồng tiếng bởi: Nabatame Hitomi
Hayasaka Shūsui (早坂 秋水, はやさか しゅうすい)
Lồng tiếng bởi: Taniyama Kishō, Kobayashi Yū (lúc nhỏ)
Suzuki Shinyō (鈴木 震洋, すずき しんよう)
Lồng tiếng bởi: Tsuboi Tomohiro

#### Homunculus
Mita (巳田, みた)
Lồng tiếng bởi: Okiayu Ryōtarō
Saru Watari (猿渡, さるわたり)
Lồng tiếng bởi: Inada Tetsu
Kawazui (蛙井, かわずい)
Lồng tiếng bởi: Yūki Hiro
Hanabusa (花房, はなぶさ)
Lồng tiếng bởi: Katō Yūko
Washio (鷲尾, わしお)
Lồng tiếng bởi: Itō Kentarō

#### Nhà Powered
Victor Powered (ヴィクター・パワード)
Lồng tiếng bởi: Koyama Rikiya
Alexandria Powered (アレキサンドリア・パワード)
Lồng tiếng bởi: Katsuki Masako
Victoria Powered (ヴィクトリア・パワード)
Lồng tiếng bởi: Kugimiya Rie

#### Học sinh trường Ginsei
Mutō Mahiro (武藤 まひろ, むとう まひろ)
Lồng tiếng bởi: Hirano Aya
Rokumasu Kōji (六舛 孝二, ろくます こうじ)
Lồng tiếng bởi: Kondō Takayuki
Okakura Hideyuki (岡倉 英之, おかくら ひでゆき)
Lồng tiếng bởi: Kazama Yūto
Daiwama Masashi (大浜 真史, だいはま まさし)
Lồng tiếng bởi: Sonobe Yoshinori
Wakamiya Chisato (若宮 千里, わかみや ちさと)
Lồng tiếng bởi: Inokuchi Yuka
Kawai Saori (河井 沙織, かわい さおり)
Lồng tiếng bởi: Shitaya Noriko

#### Khác
Nishiyama (西山, にしやま)
Lồng tiếng bởi: Kobayashi Yū (Drama CD)
Chōno Shishaku (蝶野 刺爵, ちょうのししゃく)
Lồng tiếng bởi: Sonobe Keiichi
Chōno Jirō (蝶野 次郎, ちょうのじろう)
Lồng tiếng bởi: Madono Mitsuaki
Watsukino Buhiro (和月野 ブヒ朗)
Lồng tiếng bởi: Watsuki Nobuhiro

#### Light novel
斗貴子の家族
G3zu (「G3ズ」, じいさんず)
Ujiie (氏家, うじいえ)
Hiruma (比留間, ひるま)
Minamino (南野, みなみの)
Kitawara (北原, きたはら)
Higashizato Ayaka (東里 アヤカ, ひがしざと アヤカ)
Ushibe (牛部, うしべ)
犬飼老人
Kenmochi Makishi (剣持 真希士, けんもち まきし)
松の湯のおばあさん

#### Drama CD
ホムンクルス佐藤
Lồng tiếng bởi: Ono Daisuke
ホムンクルス浜崎
Lồng tiếng bởi: Katō Masayuki
書記
Lồng tiếng bởi: Shimeno Junko

#### Trò chơi điện tử
Sōya (ソウヤ)
Lồng tiếng bởi: Miura Hiroaki

## Truyền thông

### Manga
Loạt manga do Watsuki Nobuhiro thực hiện và đã đăng trên tạp chí Weekly Shōnen Jump từ ngày 23 tháng 6 năm 2003 đến ngày 25 tháng 4 năm 2005. Các chương sau đó đã được tập hợp lại và phát hành thành 10 tankoubon. Viz Media đã đăng ký bản quyền phiên bản tiếng Anh để phân phối tại thị trường Bắc Mỹ, JBGroup đăng ký tại Đức, Tokyopop Germany đăng ký tại Đức, Glenat đăng ký tại Pháp, Planeta DeAgostini Comics đăng ký tại Tây Ban Nha và Tong Li Publishing đăng ký tại Đài Loan.

### Anime
Xebec đã thực hiện chuyển thể anime và phát sóng tại Nhật Bản từ ngày 05 tháng 10 năm 2005 đến ngày 29 tháng 3 năm 2006 với 26 tập trên kênh TV Tokyo, TV Aichi, TV Hokkaido, TV Osaka, TV Setouchi và TVQ Kyushu Broadcasting. Animax Asia đã phát sóng bộ anime trên hệ thống của mình tại khu vực châu Á. Viz Media đã đăng ký bản quyền phiên bản tiếng Anh để tiến hành phân phối tại khu vực Bắc Mỹ, Madman Entertainment đăng ký tại Úc và New Zealand, Manga Entertainment đăng ký tại Anh và Ireland, Kaze đăng ký tại Pháp và CaiChang International đăng ký tại Đài Loan.

### Drama CD
Shueisha đã thực hiện hai đĩa drama CD và phát hành vào ngày 26 tháng 5 và ngày 06 tháng 10 năm 2006.

### Light novel
Kurosaki Kaoru đã thực hiện chuyển thể light novel của tác phẩm với hai tập và Shueisha lo việc phát hành thông qua Jump J Books vào ngày 30 tháng 10 năm 2006 và ngày 25 tháng 5 năm 2007.

### Internet radio
Một loạt chương trình phát thanh trên mạng gọi là Busou Renkin dot com (武装錬金ドットコム, busourenkin.com) đã được thực hiện với người dẫn chương trình chính là hai nhân vật Mutou Kazuki và Tsumura Tokiko. Loạt chương trình đã phát từ ngày 07 tháng 12 năm 2006 đến ngày 08 tháng 2 năm 2007, giới thiệu các sự kiện và nhân vật xuất hiện trong tác phẩm.
Sau đó một loạt chương trình phát thanh trên mạng nối tiếp bắt đầu phát sóng từ ngày 14 tháng 3 đến ngày 19 tháng 10 năm 2007. Nhưng nó trở thành chương trình bình luận cũng như người dẫn chương trình khác với loạt trước.

### Trò chơi điện tử
Marvelous Entertainment đã thực hiện một chuyển thể trò chơi điện tử cho hệ PlayStation 2 thuộc thể loại hành động có tựa Busou Renkin Youkoso Papillon Park e (武装錬金 ようこそパピヨンパークへ) và phát hành vào ngày 28 tháng 6 năm 2007.
Ngoài ra các nhân vật chính cũng xuất hiện trong hai trò chơi đối kháng tập hợp nhiều tựa tác phẩm trên hệ Nintendo DS là Jump Super Stars và Jump Ultimate Stars.

### Âm nhạc
Bộ anime có 3 bài hát chủ đề, 1 mở đầu và 2 kết thúc. Bài hát mở đầu có tên Makka Na Chikai (真赤な誓い) do Fukuyama Yoshiki trình bày, đĩa đơn chứa bài hát đã phát hành vào ngày 22 tháng 11 năm 2006. Bài hát kết thúc thứ nhất có tên Hoshiakari (ホシアカリ) do Jyukai trình bày, đĩa đơn chứa bài hát đã phát hành vào ngày 01 tháng 11 năm 2006. Bài hát kết thúc thứ hai là bài Itoshiki Sekai (愛しき世界) do Kagami Aya trình bày. Album chứa các bản nhạc dùng trong bộ anime đã phát hành vào ngày 25 tháng 1 năm 2007.
Hai đĩa chứa các bản nhạc chưa được phát hành trước đó kể cả bài hát kết thúc thứ hai cùng các bài hát do các nhân vật trình bày và các đoạn drama mới đã phát hành vào ngày 28 tháng 3 và ngày 28 tháng 6 năm 2007.
| Makka Na Chikai (真赤な誓い) | Makka Na Chikai (真赤な誓い)  | Makka Na Chikai (真赤な誓い) |
| STT                          | Nhan đề                       | Thời lượng                   |
| ---------------------------- | ----------------------------- | ---------------------------- |
| 1.                           | "真赤な誓い"                  | 3:55                         |
| 2.                           | "鳥がいない"                  | 5:06                         |
| 3.                           | "真赤な誓い ＜Instrumental＞" | 3:56                         |
| 4.                           | "鳥がいない ＜Instrumental＞" | 5:06                         |
| Tổng thời lượng:             | Tổng thời lượng:              | 18:03                        |

| Hoshiakari (ホシアカリ) | Hoshiakari (ホシアカリ)                                | Hoshiakari (ホシアカリ) |
| STT                     | Nhan đề                                                | Thời lượng              |
| ----------------------- | ------------------------------------------------------ | ----------------------- |
| 1.                      | "Hoshiakari (ホシアカリ)"                              | 5:02                    |
| 2.                      | "…because I love you."                                 | 4:59                    |
| 3.                      | "Hoshiakari (Instrumental) (ホシアカリ(Instrumental))" | 5:02                    |
| 4.                      | "…because I love you.(Instrumental)"                   | 4:56                    |
| Tổng thời lượng:        | Tổng thời lượng:                                       | 19:59                   |

| Busou Renkin Original Soundtrack (武装錬金 ORIGINAL SOUNDTRACK) | Busou Renkin Original Soundtrack (武装錬金 ORIGINAL SOUNDTRACK) | Busou Renkin Original Soundtrack (武装錬金 ORIGINAL SOUNDTRACK) |
| STT                                                             | Nhan đề                                                         | Thời lượng                                                      |
| --------------------------------------------------------------- | --------------------------------------------------------------- | --------------------------------------------------------------- |
| 1.                                                              | "真赤な誓い～TVサイズ～"                                        | 1:31                                                            |
| 2.                                                              | "武装錬金発動!"                                                 | 1:54                                                            |
| 3.                                                              | "巨大な敵"                                                      | 1:14                                                            |
| 4.                                                              | "死闘"                                                          | 1:47                                                            |
| 5.                                                              | "かけがえのないモノ"                                            | 2:30                                                            |
| 6.                                                              | "俺が守る"                                                      | 2:11                                                            |
| 7.                                                              | "邂逅"                                                          | 1:39                                                            |
| 8.                                                              | "臓物をブチ撒けろ!"                                             | 2:10                                                            |
| 9.                                                              | "帰れる場所"                                                    | 1:44                                                            |
| 10.                                                             | "迫る危機"                                                      | 2:08                                                            |
| 11.                                                             | "疾風"                                                          | 1:48                                                            |
| 12.                                                             | "潜入"                                                          | 1:35                                                            |
| 13.                                                             | "ノンキな奴ら"                                                  | 1:29                                                            |
| 14.                                                             | "執念"                                                          | 2:39                                                            |
| 15.                                                             | "錬金術師"                                                      | 1:51                                                            |
| 16.                                                             | "強敵"                                                          | 1:54                                                            |
| 17.                                                             | "疑惑?!"                                                        | 1:09                                                            |
| 18.                                                             | "禁断の研究"                                                    | 1:49                                                            |
| 19.                                                             | "おかしな兄妹"                                                  | 1:34                                                            |
| 20.                                                             | "パ・ピ・ヨ・ン♪"                                               | 2:02                                                            |
| 21.                                                             | "遠き日々"                                                      | 1:14                                                            |
| 22.                                                             | "対峙"                                                          | 1:57                                                            |
| 23.                                                             | "急襲"                                                          | 1:38                                                            |
| 24.                                                             | "ナイスな仲間"                                                  | 1:40                                                            |
| 25.                                                             | "反撃"                                                          | 1:24                                                            |
| 26.                                                             | "戦士の運命"                                                    | 2:18                                                            |
| 27.                                                             | "戦う決意"                                                      | 1:42                                                            |
| 28.                                                             | "キミは少し強くなった…"                                         | 0:53                                                            |
| 29.                                                             | "ホシアカリ～TVサイズ～"                                        | 1:33                                                            |
| Tổng thời lượng:                                                | Tổng thời lượng:                                                | 50:57                                                           |

| Busou Renkin EXPERT-CD 1 (武装錬金 EXPERT-CD 1) | Busou Renkin EXPERT-CD 1 (武装錬金 EXPERT-CD 1) | Busou Renkin EXPERT-CD 1 (武装錬金 EXPERT-CD 1) |
| STT                                             | Nhan đề                                         | Thời lượng                                      |
| ----------------------------------------------- | ----------------------------------------------- | ----------------------------------------------- |
| 1.                                              | "キミがくれるPOWER"                             | 3:07                                            |
| 2.                                              | "ドラマ「始まりの銀成市」"                      | 16:59                                           |
| 3.                                              | "青春の達人"                                    | 4:17                                            |
| 4.                                              | "ドラマ「愛情料理は誰のもの!?」"                | 19:14                                           |
| 5.                                              | "ふたつの鼓動"                                  | 4:44                                            |
| 6.                                              | "勝機を得たり"                                  | 1:40                                            |
| 7.                                              | "再殺部隊"                                      | 0:52                                            |
| 8.                                              | "与えられた生命"                                | 1:48                                            |
| 9.                                              | "黒死の蝶"                                      | 1:33                                            |
| 10.                                             | "新たなる脅威"                                  | 1:11                                            |
| 11.                                             | "悲壮な決意"                                    | 1:41                                            |
| 12.                                             | "赤銅の肌"                                      | 1:18                                            |
| 13.                                             | "二度目の死"                                    | 1:52                                            |
| 14.                                             | "グレートアクス"                                | 1:53                                            |
| 15.                                             | "偽りなど何もない"                              | 2:30                                            |
| 16.                                             | "より強き者"                                    | 0:34                                            |
| Tổng thời lượng:                                | Tổng thời lượng:                                | 1:05:13                                         |

| Busou Renkin EXPERT-CD 2 (武装錬金 EXPERT-CD 2) | Busou Renkin EXPERT-CD 2 (武装錬金 EXPERT-CD 2) | Busou Renkin EXPERT-CD 2 (武装錬金 EXPERT-CD 2) |
| STT                                             | Nhan đề                                         | Thời lượng                                      |
| ----------------------------------------------- | ----------------------------------------------- | ----------------------------------------------- |
| 1.                                              | "Sugar Love"                                    | 3:42                                            |
| 2.                                              | "ドラマ「はじめまして、お父様」"                | 20:38                                           |
| 3.                                              | "蝶・サイコー!!"                                | 3:59                                            |
| 4.                                              | "ドラマ「パピヨンは見た!」"                     | 20:49                                           |
| 5.                                              | "愛しき世界"                                    | 3:59                                            |
| 6.                                              | "誓い"                                          | 1:43                                            |
| 7.                                              | "決戦の場所"                                    | 2:33                                            |
| 8.                                              | "愛おしい記憶"                                  | 2:37                                            |
| 9.                                              | "邪悪な影"                                      | 1:52                                            |
| 10.                                             | "デスサイズ"                                    | 1:31                                            |
| 11.                                             | "黒い核鉄"                                      | 2:05                                            |
| 12.                                             | "開幕"                                          | 0:18                                            |
| 13.                                             | "受け止めてくれる人"                            | 1:51                                            |
| 14.                                             | "遊園地"                                        | 1:41                                            |
| 15.                                             | "業の鎖"                                        | 2:06                                            |
| 16.                                             | "選択肢ナシ"                                    | 1:45                                            |
| 17.                                             | "絶望が希望にかなうはずもない"                  | 1:51                                            |
| 18.                                             | "追跡者"                                        | 1:50                                            |
| 19.                                             | "キミと一緒に生きていく"                        | 1:32                                            |
| Tổng thời lượng:                                | Tổng thời lượng:                                | 1:18:22                                         |

### Khác
Với việc tác phẩm trở thành thương hiệu thì nhiều sản phẩm ăn theo đã được sản xuất như công ty Piccolo đã sản xuất một bộ các bức tượng nhân vật nhỏ vào tháng 2 năm 2008. Movic đã phát hành loạt thẻ dùng để trao đổi là Busou Renkin Trading Card (武装錬金トレーディングカード) với hai bộ SUNLIGHT và DARKNIGHT vào ngày 06 tháng 4 năm 2007. Ngoài ra thì các hãng khác cũng sản xuất các sản phẩm như áo, dây chuyền, móc chìa khóa...

## Đón nhận
Loạt manga đã tiêu thụ được hơn 3 triệu bản tính đến cuối tháng 8 năm 2007. Tác phẩm cũng được đề cử cho giải Seiunshō năm 2007. Tại các trang chuyên về manga thì tác phẩm nhận được nhiều ý kiến khác nhau, phong cách của tác phẩm được đánh giá cao như "sắc nét", "rõ ràng" và "sạch sẽ được đầu tư kỹ". Michael Aronson tại Manga Life đã khen các thiết kế của các nhân vật phản diện còn Carlo Santos tại Anime News Network thì lại không thích chúng... Về mặt cốt truyện thì Aronson đánh giá là nó cần được rõ ràng hơn còn Leigh Dragoon tại Sequential Tart thì nói các nhân vật có thể hoàn toàn bị quên lãng nhưng Sandra Scholes tại Active Anime thì ngược lại lại rất thích cốt truyện cùng các tình tiết khác.
Zac Bertschy tại Anime News Network đã đánh giá bộ anime là "Chẳng có gì đặc biệt" và nói rằng "Cốt truyện được trình bày sơ sài" nhưng đánh giá cao việc "Nhảy thẳng vào các pha hành động". Cũng tại ANN, Carl Kimlinger đã đánh giá bộ anime là "Đi theo công thức của thể loại shounen chiến đấu" cũng như khen ngợi thiết kế nhân vật vốn làm cho tác phẩm tách biệt với các tác phẩm khác, Kimlinger cũng nói rằng bộ anime "cải thiện đáng kể" vì sự đan xen của các cảnh. Andy Hanley tại UK Anime Network đã đánh giá bộ anime là "chung chung" ở nửa đầu nhưng "Bức phá một cách khá tao nhã" ở nửa cuối.